# Сюзън Фланъри
Сюзън Фланъри (на английски: Susan Flannery) е американска актриса, известна с ролята си на Стефани Форестър в сериала „Дързост и красота“ (1987 – 2012), както и с ролята си в „Дните на нашия живот“ (1966 – 1975).

## Личен живот
Фланъри е родена в Джърси Сити, Ню Джърси и е учила в Манхатън. . Има дъщеря Блейз, която учи в Австралия. Понастоящем Фланъри живее в Санта Барбара, Калифорния.

## Кариера
Фланъри играе в „Дните на нашия живот“ от 1966 до 1975, където се запознава с Уилиъм Дж. Бел. Участва в сериала „Далас“ през третия му сезон (1980 – 1981). Играла е и с Кърк Дъглас в минисериала The Moneychangers.
Фланъри е най-известна с ролята си на Стефани Форестър в американския сериал „Дързост и красота“ (1987 – 2012). Тя също често режисира сериала и два пъти е номинирана за награда от Гилдията на американските режисьори.
Участва активно в Американската федерация на телевизионните и радио изпълнители, която защитава правата им, когато техни предавания се излъчват в други медии. Усилията ѝ имат положителен ефект за сериала „Дързост и красота“, тъй като на актьорите им се плаща, когато сериалът се излъчва по други телевизии извън САЩ. 